# Las Flores (Buenos Aires)
Las Flores ist eine Stadt und Hauptort im gleichnamigen Partido Las Flores in der argentinischen Provinz Buenos Aires. Sie hat über 21.000 Einwohner.

## Geschichte
Die Planung der Stadt wurde im Jahre 1856, als Siedlung El Carmen de Las Flores, durch die Verwaltung des Partidos genehmigt. Von Anfang an war sie als Hauptort des Partidos geplant. Ihren Namen erhielt die Stadt angeblich durch die Gänseblümchen, die den Ufern des Flusses bei einer Expedition im 18. Jahrhundert gefunden wurden.
Mit der Erschließung der Stadt durch die Eisenbahn im Jahr 1872, kam es zu einem industriellen Aufschwung, der viele Einwanderer anzog. Besonders die Textilindustrie war in der Stadt sehr stark vertreten. Im Jahr 1908 wurde der Ort zur Stadt erhoben.

## Verkehr
Las Flores liegt an der Ruta Nacional 3, die vom Buenos Aires bis nach Feuerland führt, sowie an den Ruta provinciales 30, 61 und 63.
Bereits 1872 wurde in Las Flores der Bahnhof eröffnet, der an der Eisenbahnstrecke von Buenos Aires nach Bahia Blanca liegt. Personenzüge verkehren zwei Mal in der Woche in jede Richtung.
Las Flores besitzt einen Flugplatz (ICAO: SAEL) ohne regelmäßigen Flugverkehr.

## Persönlichkeiten der Stadt
Agustín Bardi,Tangomusiker
Tino Costa, Fußballer
Marcos Crespo, Radrennfahrer
Carlos Eluaiza, Boxsportler
Roberto Firpo,Tangomusiker
Edmundo Maristany, Astronom und Zeichner 
Alejandro Patronelli, Rennfahrer 
Marcos Patronelli, Rennfahrer